# Peter de Wint
Peter De Wint (Stone, 21 gennaio 1784 – Londra, 30 gennaio 1849) è stato un pittore inglese, apprezzato come paesaggista e come pittore all'acquerello.

## Biografia
Figlio di un medico di origine olandese, studiò nello Staffordshire fino al 1802, quando si trasferì a Londra, per seguire un lungo corso di apprendistato con l'incisore e ritrattista John Raphael Smith,
dal quale si staccò per entrare nell'Accademia Reale nel 1809 e per dedicarsi alla descrizione appassionata della natura.
Nel 1810 sposò la sorella del pittore di soggetti storici William Hilton ed insieme idearono una informale ed ufficiosa accademia per giovani artisti.
L'anno seguente entrò a far parte della Società dei pittori acquarellisti e così, come nell'accademia, i suoi lavori riscossero un buon successo, per la libertà tematica e di ispirazione.I suoi soggetti preferiti furono paesaggi campestri, scene rustiche, pianure e colline con mulini a vento, mandrie al pascolo e campi di grano. Eseguiva acquarelli di piccole dimensioni e vedute panoramiche d'insolite misure, fortemente allungate.
Dopo un suo soggiorno nell'Europa continentale, ricevette forti suggestioni ed impressioni sia dalle tecniche sia dagli stili diffusi. Rientrato in patria rinnovò, assieme a David Cox, la tecnica dell'acquarello, stendendo il colore a macchie grazie ad una certa fantasia e libera immaginazione e seguendo gli insegnamenti di Thomas Girtin; effettuò anche disegni architettonici, caratterizzati dal peculiare chiaro-scuro e ispirati dal modello tecnico olandese.
Il maggior numero delle sue opere è conservato presso la National Gallery londinese, il Victoria and Albert Museum e il Lincoln Museum.

### Alcune opere

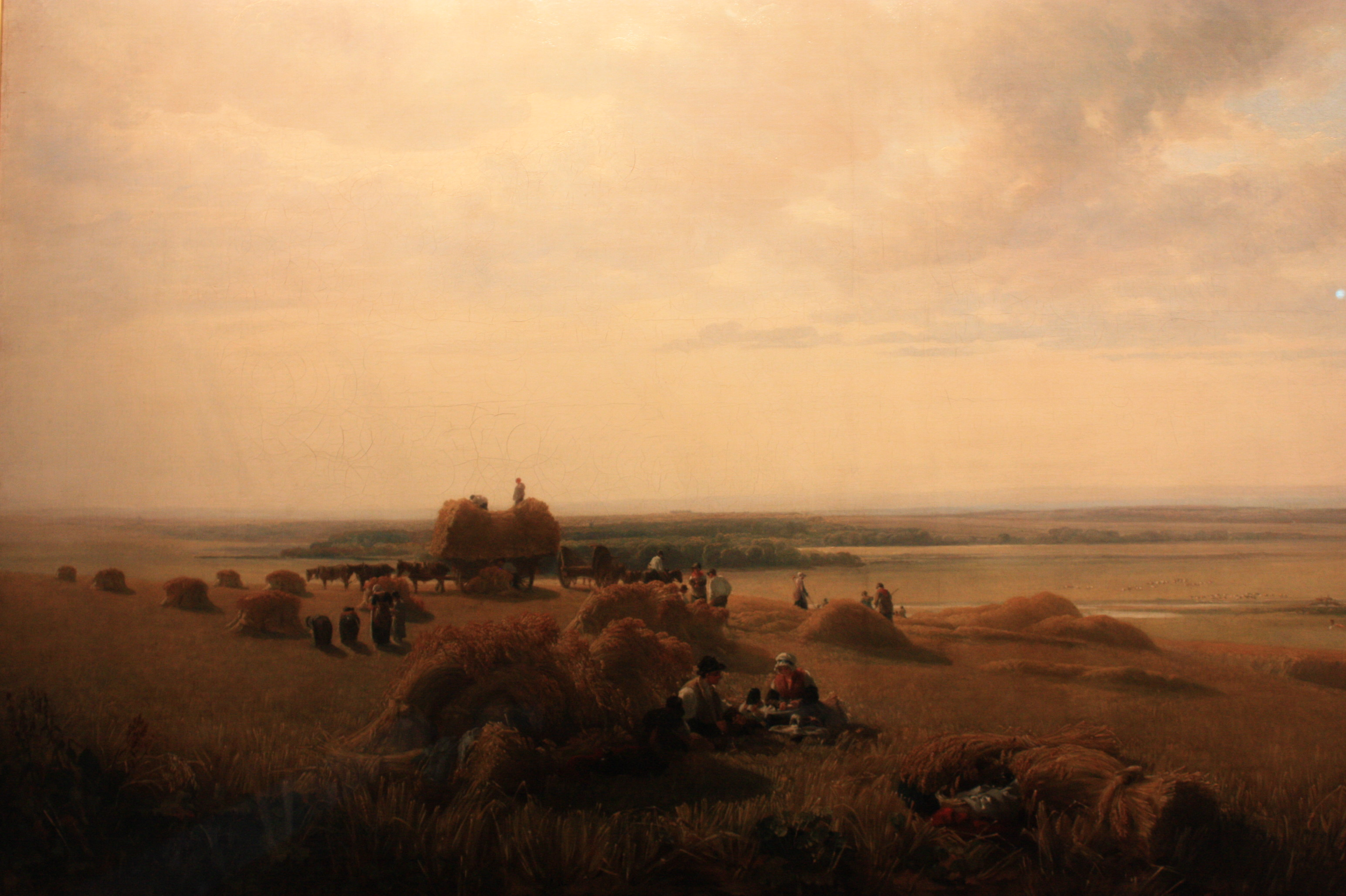
Un campo di grano, 1815, Victoria and Albert Museum, Londra
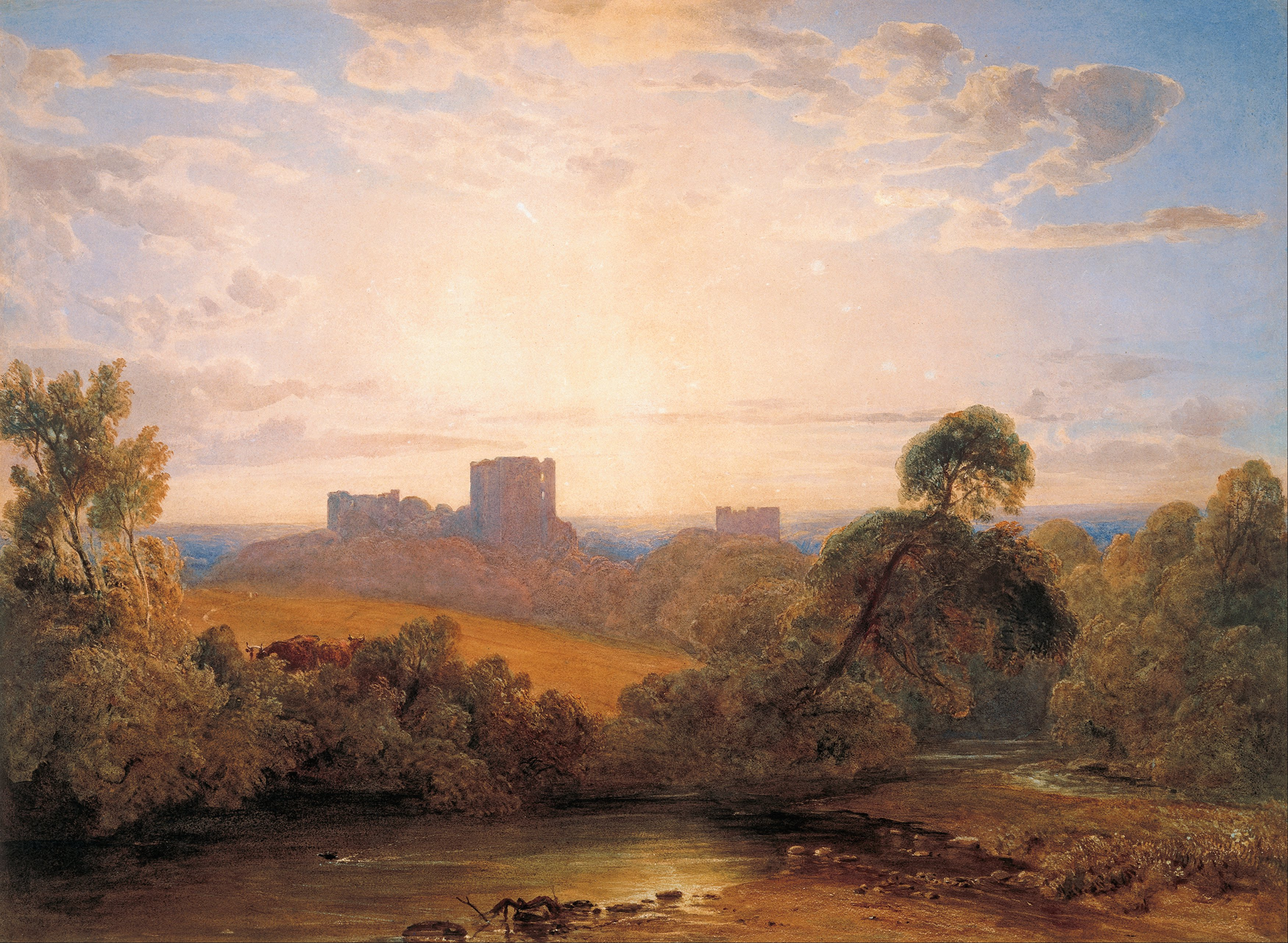
Kenilworth Castle, 1827 c., Art Gallery of South Australia, Adelaide
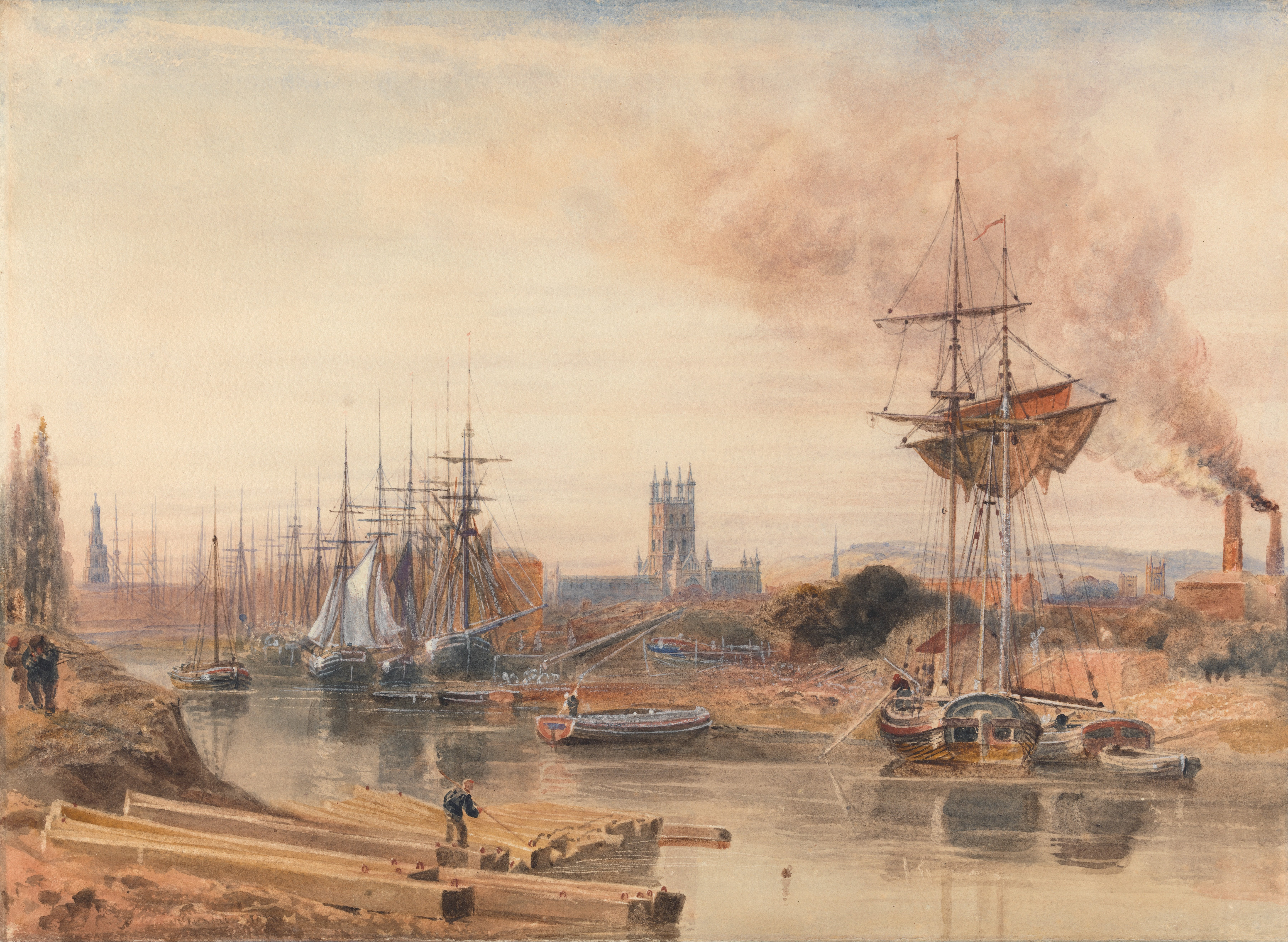
Gloucester, s.d., Yale Center for British Art, New Haven
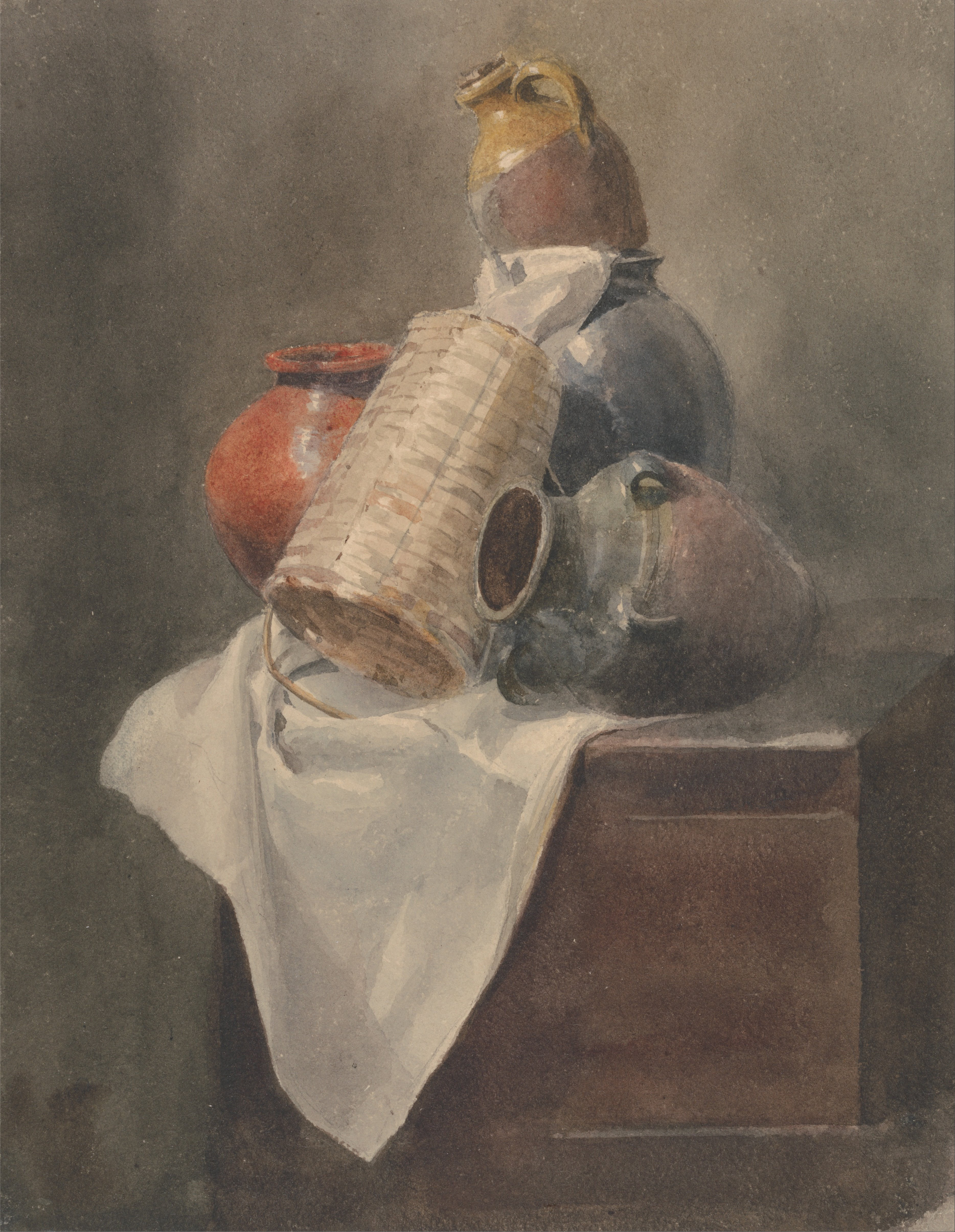
Natura morta, s.d., Yale Center for British Art, New Haven